# On the Line (nummer van Michael Jackson)
On the Line is een nummer van de Amerikaanse popster Michael Jackson. Het nummer is geschreven door Jackson en Babyface voor Spike Lee's film Get On The Bus, maar werd uiteindelijk geen onderdeel van de soundtrack. In 1997 verscheen een On The Line Minimax CD als onderdeel van Ghosts (Deluxe Collector Box Set), dat ook een dvd van de Ghosts film en een Blood on the Dance Floor: HIStory in the Mix album CD bevatte. In 2004 werd een lange versie van het nummer uitgegeven als onderdeel van de boxset The Ultimate Collection. 

## Tracklist
Limited Edition Minimax CD
1. "On the Line" – 4:37
2. "Ghosts" (Mousse T's Radio Rock Singalong Remix) – 4:25
3. "Is It Scary" (DJ Greek's Scary Mix) – 7:12